# フォローアップミルク
フォローアップミルク は育児用粉ミルクの一種で、離乳を開始した生後9か月以降の乳幼児に用いるものである。

## 概要
乳児用調製粉乳は母乳の内、初乳から中間乳をその成分の基礎としているため、離乳期以降の一般の食事と比較して脂肪分が多い。一方、腎負荷を軽減させるためミネラル、タンパク質などは少ない。また、添加していない場合不足しやすい亜鉛、銅、ビタミンK等が添加されている。
フォローアップミルクは離乳の補助的に用いるミルクであり、乳児用と比較して脂質の比率を減少させ、代わりにタンパク質、ミネラル、ビタミン等（特に鉄やその吸収に関与するビタミンC等）は小人から成人にかけての栄養要求を充足させるよう強化されている。従って銅・亜鉛、ビタミンKなどは通常の食事から欠乏症を起こさない量が摂取できるため添加されない。
また、牛乳は難消化性の低級不飽和脂肪酸の比率が高く、ビタミンCなどの含有量は低いがこれら牛乳の欠点を補う形で脂肪成分の置換による不飽和脂肪酸や各種ビタミン類の添加を行っている。
欧州で牛乳を乳児に飲ませたことから、鉄を補給するための安価なミルクとして用いられたのが初めである。
一部には「母乳代替品のマーケティングに関する国際基準」をすり抜けるための商品ではないかとの指摘もある。